# 彥山站
彥山站（日语：／ Hikosan eki */?）是位於福岡縣田川郡添田町大字落合，九州旅客鐵道（JR九州）日田彥山線BRT（BRT彥星線）的車站。先前原為日田彥山線的鐵道車站。
本站是其中一個BRT的區間站，但只限由添田開出的班次，且外，自本站起一直南下自寶珠山站，所行經路段均由原有的鐵路路段改裝而成，屬於專用道路。在相關的位置會設置有遮斷機，防止其他車輛駛入BRT專用道路範圍內。

## 車站構造

### 站房
車站現時採用簡易車站模式，鐵道時代的原站房因部份用地被用作興建BRT專用通道的出入口，已於2021年被拆去，右側用地後來重新興建新站房，並且將其結合於町民交流中心。前端為候車區域，設有候車長櫈及顯示班次的LED屏幕；後端房間為「交流空間」（交流スペース、英語稱作"Lounge"）。新站房落成時，並沒有任何「彥山駅」的標示，直至2024年中時，才在正門的簷頂外牆上加回以透明膠板印上「彥山駅」的站名牌。
至於原車站正門及周邊位置，現時改為停車場，後方則設置了一個附有上蓋及三張長櫈的休憇涼亭；最左側為出入BRT車站及專用道的通道。

### BRT月台
設有兩個BRT月台，都是位於原鐵路月台範圍內。往添田方向設於新站房及「彥山驛橫休憇所」之間，採用直立式的專用站牌，而往日田方向的候車月台則建於靠山邊處，此候車亭以鋼板、鋼架和透明膠板所搭成，為被JR九州選定為7個特色候車亭之一，採用的靈感為修驗道山伏配戴在頭上的頭襟，而一般的頭襟頂往往呈現三個的圖案，因而將這些三角形的圖案溶入於候車亭的木裝修內。同樣地，前端配上候車長櫈，是由並排的木柱舖設在鋼架基座上。
由於本站是區間車終點站，當BRT駛入時，會直接由往日田方向前端的停車場後再掉頭至往添田的月台上清客。而遮㫁機設於涼亭後方，因此即使是彥山區間車，也要先進入專用道範圍後才可以在月台上清客。
| 月台             | 路線                        | 上下行   | 方向           | 備註 |
| ---------------- | --------------------------- | -------- | -------------- | ---- |
| 東側（靠近山邊） | ■日田彥山線BRT（BRT彥星線） | 下行     | 日田方向       |      |
| 西側（靠近站房） | 上行                        | 添田方向 | 區間車的落客點 |      |

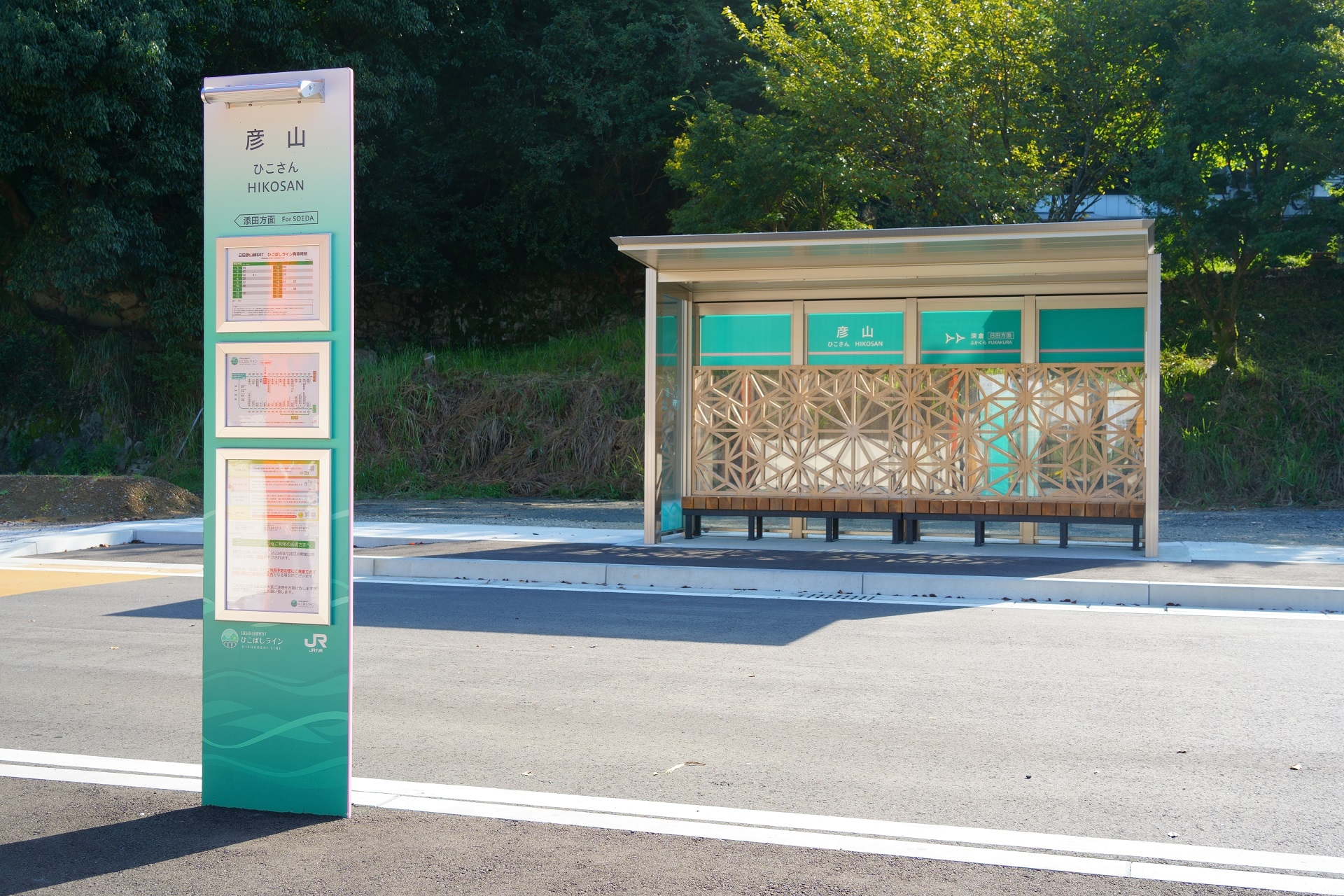
BRT候車月台：往添田（豎立式站牌）及往日田（遠處候車月台）方向（2023年9月）

#### 舊站房
為一座中間為兩層高、兩旁為一單層的木建站房一座。

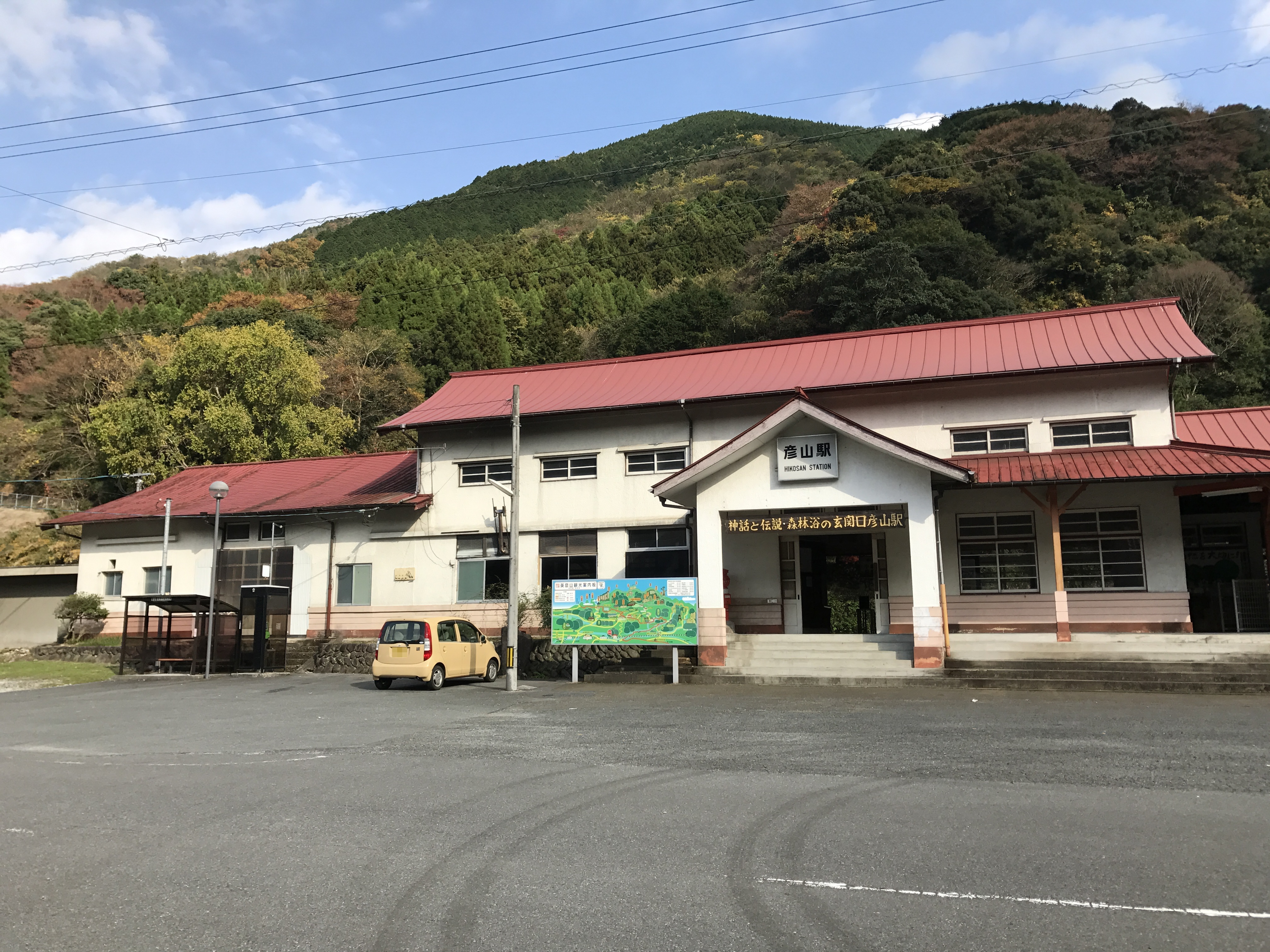
已拆去的第一代站房（2016年11月）
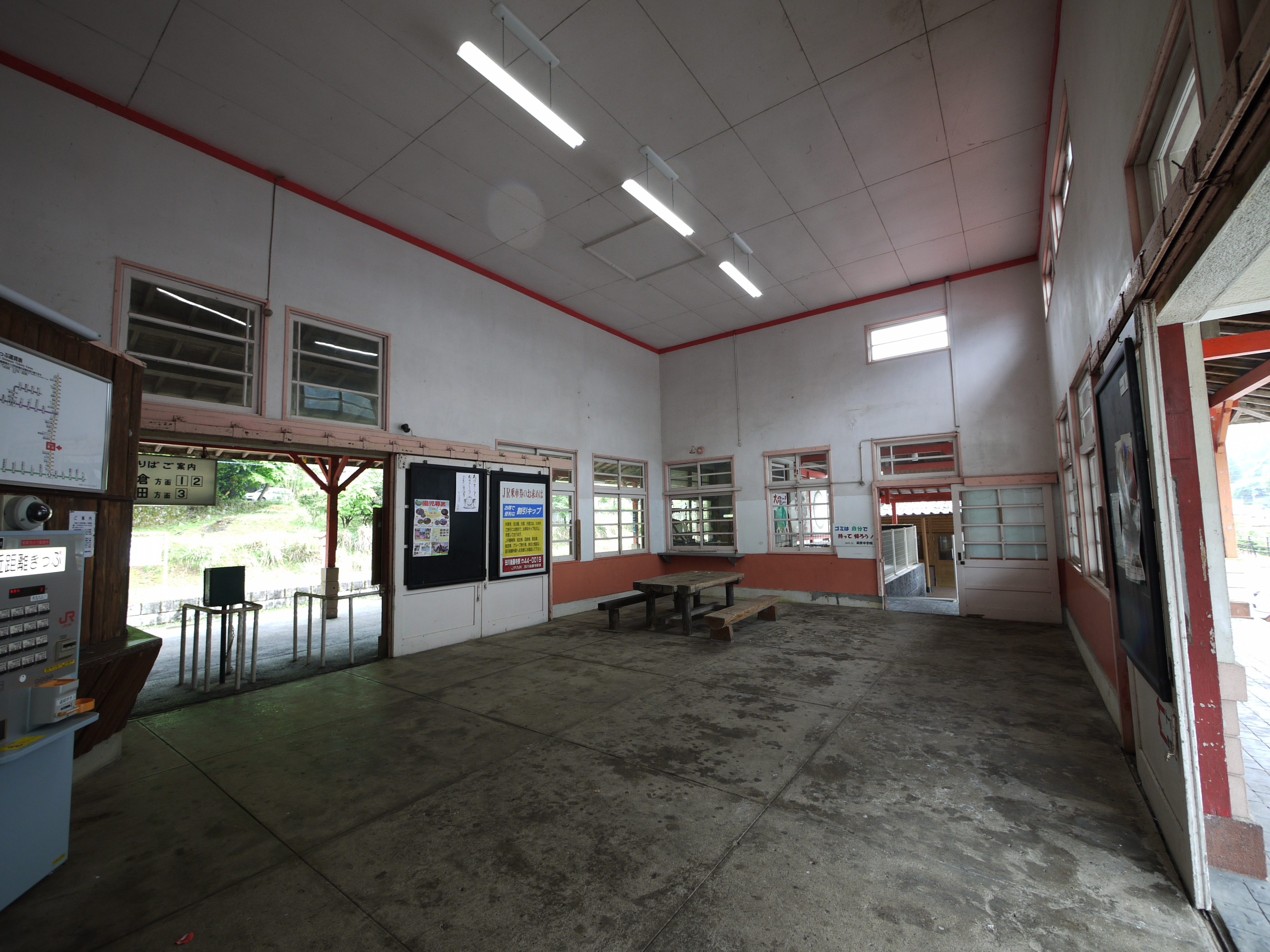
舊站房內的候車室（2015年5月）

#### 原鐵路月台

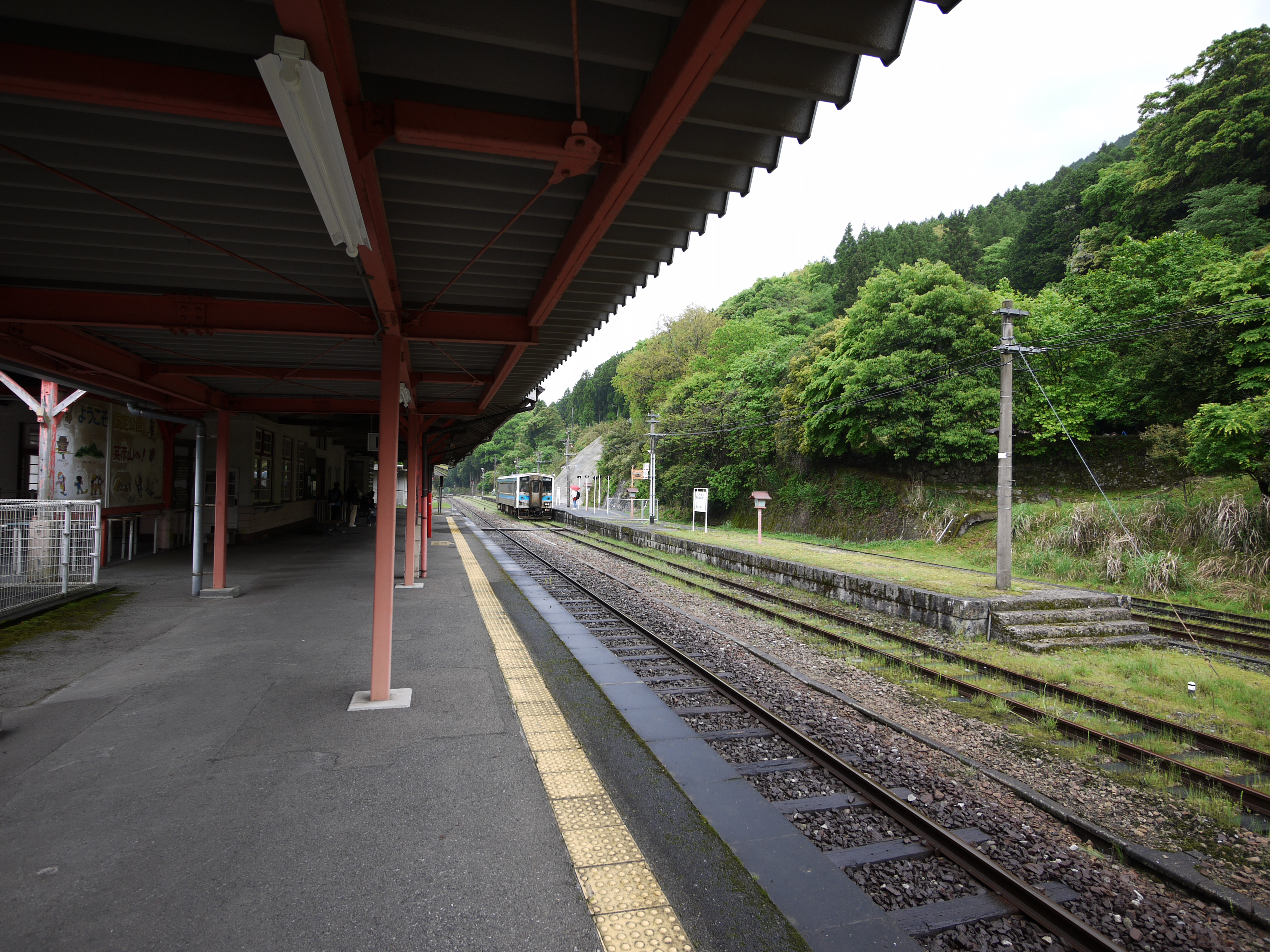
月台（2015年5月）

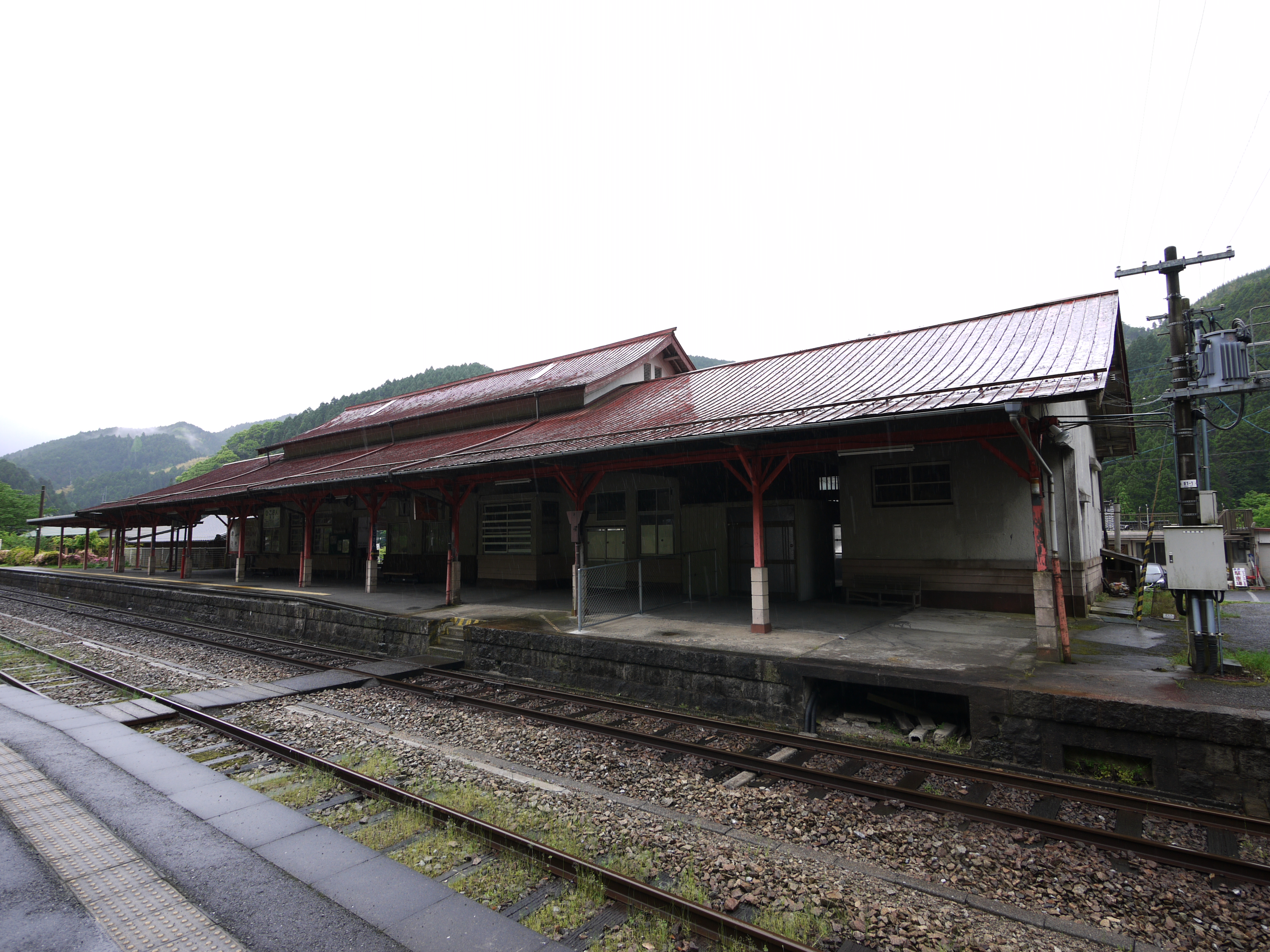
站內（2015年5月）

設有側式月台和島式月台各1個，共有2面3線月台配置。其中1號及2號月台主要為上行往小倉的月台；2號月台又多為區間車折返專用；3號月台為下行往日田方向。月台之間以橫越路軌的平交道連接，並採用舊式將少部份月台邊沿削去、改為梯級而成。佈局上採用了「千鳥式」設計，側式月台與島式月台並不是位於相同的位置，當中島式月台是稍為遠離站房，靠向添田一方。

## 歷史
- 1942年8月25日：鐵道省田川線西添田至彥山之間開通，此站啟用[1][3]。
- 1945年11月12日：發生二又隧道爆發事故（日语：二又トンネル爆発事故），站房受損[3]。
- 1960年4月1日：改為日田彥山線車站[4]。
- 1987年4月1日：隨國鐵分割民營化，車站由九州旅客鐵道（JR九州）營運[5][6][7]。
- 2017年：

- 7月5日：發生2017年7月九州北部暴雨影響使車站暫停營業。
- 8月16日：因應日田彥山線長期不能通行，JR九州開設添田～本站間的替代巴士，以及由本站經國道211號前往東峰村兩個廳舍（舊村役場）。

- 2021年4月19日：開始拆卸站房及月台[9][10]，並將會改為站前廣前，以及重置候車室及站房設施等[11]。
- 2023年8月28日：車站改為BRT車站，於原月台位置設候車室，BRT專用道路段由本站始至寶珠山站 [12][13]。

## 使用狀況
《福岡縣統計年鑑》及「添田町統計網頁」均沒有本站的使用記錄。
自2016年度起，由於JR九州只公佈最多使用量的首300個車站後，本站不單未能顯示實際的使用量，就連表列於「超過100人」的附錄內也沒有打進過。BRT通車後，JR九州公佈BRT車站使用情況。本站是繼兩端總站（日田、添田站）後第三最多人使用車站、也是最多人使用的中途站。
| 年度 | 一日平均 乘車人次 | 參考資料   |
| ---- | ----------------- | ---------- |
| 2016 | <100              | [ 統計 2 ] |
| 2017 | <100              | [ 統計 3 ] |
| 2018 | 車站停用          |            |
| 2019 | 車站停用          |            |
| 2020 | 車站停用          |            |
| 2021 | 車站停用          |            |
| 2022 | 車站停用          |            |
| 2023 | 24                | [ 統計 4 ] |

## 車站周邊
本站是前往英彥山的主要車站，站前廣場有添田町巴士開往英彥山的別所和豐前坊方向。

## 相鄰車站
九州旅客鐵道（JR九州）
■日田彥山線BRT（BRT彥星線）
舊英彥中學校前－彥山－深倉

### 統計
1. ↑  鐵道車站時代。
2. ↑   (PDF). 九州旅客鉄道. 2017-07-31  [2017-08-01]. （原始内容 (PDF)存档于2017-08-01）.
3. ↑   (PDF). 九州旅客鉄道.   [2019-05-20]. （原始内容 (PDF)存档于2018-07-17）.
4. ↑  駅別乗車人員上位300駅（2023年度） （页面存档备份，存于），JR九州。

## 外部連結
- JR九州彦山（BRT）站 （页面存档备份，存于）（日語）